# 豊平町 (北海道)
豊平町（とよひらちょう）は、北海道札幌郡にあった町。現在の札幌市豊平区・清田区・南区の大部分の地域に該当。

## 地理

### 山
- 山岳: 余市岳 (1488.1 m)、無意根山 (1464 m)、中岳 (1388 m)、漁岳 (1318 m)、白井岳 (1301.6 m)、札幌岳 (1293 m)、狭薄山 (1296 m)、空沼岳 (1251 m)、長尾山 (1211 m)、烏帽子岳 (1109.7 m)、天狗山 (1144.9 m)、迷沢山 (1005.7 m)、砥石山 (826.7 m)、藻岩山 (531 m)、観音岩山 (498 m)、硬石山 (371 m)、

### 河川
- 豊平川、望月寒川、月寒川、厚別川

## 歴史
- 1857年 - 札幌越新道の開削が始まる。このころ、豊平川河畔に通行屋が整備され、志村鐵一が定住[1]。
- 1871年 - 岩手県人が月寒・平岸・福住に入植し、月寒村・平岸村開村[2][3]。
- 1874年 - 豊平村開村[1]。
- 1883年 - 阿部仁太郎により札幌豊平郵便局を現在の豊平4条1丁目に開設。1962年に豊平郵便局が月寒より移転開設すると豊平橋郵便局に改称。
- 1902年4月1日 - 二級町村制の施行により豊平・月寒・平岸の3村が合併し豊平村となる。従来の村名は大字として残す[1]。
- 1907年4月1日 - 一級町村制施行。
- 1908年6月12日 - 町制施行により豊平町と改称[1]。
- 1910年 - 大字豊平村の大部分（現在の豊平・旭町・水車町）が札幌区に編入され、札幌区字豊平町となる[1]。豊平町役場が豊平（現在の豊平4-6）から月寒（現在の月寒西1-6）に移転[4]。
- 1918年 - 定山渓鉄道線開業。
- 1920年 - 第1回国勢調査実施。2,190戸、11,430人。
- 1944年 - それまでの3大字を廃止、以下の行政字に再編[1]。
  - 豊平村 → 豊平、美園
  - 月寒村 → 月寒、美園、八紘、北野、西岡、福住、羊ケ丘、清田、里塚、真栄、平岡、有明、滝野、
  - 平岸村 → 平岸、美園、中の島、澄川、真駒内、石山、常盤、藤野、簾舞、砥山、豊滝、定山渓
- 1947年 - 八紘が東月寒と字名変更[1]。
- 1954年 - 昭和天皇が町内に行幸。月寒中学校に奉迎場が設けられた[5]。
- 1956年 - 町役場を現在の月寒中央通7丁目に移転。
- 1961年3月14日 - 旧豊平町議会が札幌市との合併を決議。
- 1961年5月1日 - 札幌市に編入[1]。同日豊平町廃止。

## 関連人物
- 吉田善太郎（1861年 - 1916年）： 豊平村農会初代会長
- 栗林元二郎（1896年 - 1977年）： 八紘学園および成吉思汗倶楽部の創設者